# Kas a-barh
Le kas a-barh (écriture moderne : kas a-barzh, littéralement « envoyer à l’intérieur ») est une danse bretonne originaire du pays vannetais.

## Pratique
C'est une évolution de l'an-dro où les couples se sont individualisés du groupe.
De fait, les musiques d'accompagnement sont généralement celles de l’an-dro, même si le nombre de temps de leur phrasé n'est plus toujours un multiple du pas de danse (le pas étant deux fois plus long que celui de l’an-dro).
Les couples sont en rond ou en cortège et se tiennent par le petit doigt. Sur quatre temps, les couples marchent sur le pas de l’an-dro. Sur les quatre temps suivants, le cavalier envoie sa cavalière vers l'intérieur du rond ou du cortège puis la ramène, lui faisant ainsi parcourir un 8 (cf certaines danses galloises).
La formation en rond, où les couples sont encore liés les uns aux autres, est la plus ancienne tandis que le cortège (dans lequel les couples se suivent et ne sont plus liés par les petits doigts) est plus récent.

## Évolution
La plupart des danses anciennes étant en ronds ; les danses en couples (dañs kof-ha-kof, « danses ventre contre ventre ») étant mal vues dans la plupart des endroits.
À la fin du XIXe siècle et au début du XXe siècle, la mode et le style des danses suivirent l'évolution de la société qui passe progressivement de la vie en communauté à l'individualisme. Les rondes s'ouvrent en chaînes, les couples ont droit de cité dans la danse, les bals à 2 et les danses en couples se multiplient.
À la veille de la guerre de 1914-18, l’an-dro  a vu apparaître des figures en couple (retournement l'un vers l'autre, saut de la cavalière, faire tournoyer sa cavalière, ...). Après la guerre, cette évolution avait abouti au kas-a-barh qui était devenu une danse distincte de l’an-dro. Initialement, les couples étaient encore en rond, comme dans l’an-dro, mais la variante où les couples sont en cortège est devenue ensuite très courante (de même que la gigue est la variante en cortège du cercle circassien).

## Vidéographie
- Kas a barh ; Exercice de style sur un Kas a barh par Philippe Janvier, Breizh Music - , sur Youtube.